# Tentredínids
Els tentredínids (Tenthredinidae) són una família d'himenòpters del subordre dels símfits (Symphyta), la més àmplia de la superfamília Tenthredinoidea i del subordre dels símfits, amb 5.500 espècies. Les femelles usen el seu ovipositor amb forma de xerrac per perforar l'escorça de tiges i per dipositar els seus ous, cosa que danya els arbres.

## Característiques
Els caràcters diagnòstics de la família són difícils de descriure. Poden identificar-se per la combinació dels trets següents: de 5 a 9 flagelòmers o segments antenals i una separació ben definida entre la terga del primer segment abdominal i la metapleura. Els tentredínids són sovint negres o marrons, de vegades de colors brillants, entre 3 i 20 mm de llarg. Com altres membres dels símfits no tenen l'estrenyiment o pecíol (cintura de vespa) entre el tòrax i l'abdomen, la qual cosa els diferència de les vespes, formigues i abelles, membres d'Apocrita. Sovint els dos sexes difereixen marcadament en color.

## Història natural
Els tentredínids són comuns en prats i espais oberts dels boscos i prop de rierols de corrent ràpid. La gran majoria de les larves són herbívores; s'alimenten principalment del fullatge d'arbres i arbusts. Algunes espècies minen les fulles, d'altres perforen les tiges o formen agalles.
Les larves que s'alimenten a l'exterior de les plantes s'assemblen a les erugues dels lepidòpters amb diversos parells de potes falses a l'abdomen, mentre que les que viuen a l'interior manquen de tals potes. Els adults necessiten molt poc aliment. Generalment passen l'hivern en estat de pupa amagats en el sòl.